# Szürkefejű hernyófaló
A szürkefejű hernyófaló (Leiothlypis peregrina) a madarak osztályának verébalakúak (Passeriformes) rendjébe és az újvilági poszátafélék (Parulidae) családjába tartozó faj.

## Rendszerezése
A fajt Alexander Wilson amerikai ornitológus írta le 1811-ben, a Sylvia nembe Sylvia peregrina néven. Sorolták a Vermivora nembe Vermivora peregrina néven, vagy a Helminthophila nembe Helminthophila peregrina néven és az Oreothlypis nembe Oreothlypis peregrina néven is.

## Előfordulása
Észak-Amerikában költ, telelni délre vonul, eljut a Karib-térségbe és Dél-Amerika északi részére. Kóborló példányai eljutnak Európába is.
Természetes élőhelyei a mérsékelt övi erdők, szubtrópusi vagy trópusi síkvidéki esőerdők, valamint ültetvények.

## Megjelenése
Testhossza 12 centiméter, testtömege 8–13 gramm.
|  |

## Életmódja
Tápláléka rovarokból áll, de gyümölcsöket, bogyókat és nektárt is fogyaszt.

## Szaporodása
Fészekalja 2-4 fehér alapon, barna foltos tojásból áll, melyen 11-12 napig kotlik.

## Természetvédelmi helyzete
Az elterjedési területe rendkívül nagy, egyedszáma pedig stabil. A Természetvédelmi Világszövetség Vörös listáján nem fenyegetett fajként szerepel.